# Evax
Evax  es un género  de hierbas anuales densamente seríceas o lanosas, acaules o caulescentes; con  hojas alternas, frecuentemente en roseta basal, inermes. Capítulos sentados, reunidos en glomérulos hemiesféricos rodeados de una roseta de hojas involucrantes. Brácteas involucrantes acuminadas o aristadas. Receptáculo con brácteas interseminales. Capítulos disciformes y heterógamos, con flores externas filiformes y femeninas e insertas en las axilas de las brácteas, y 2-5 flores internas flosculosas y hermafroditas. Aquenios obovados, ligeramente comprimidos, glabros, papilosos o con pelos hialinos. El vilano está ausente, lo cual las diferencia, entre otros aspectos, del género Filago.
Linneo no consideraba Evax como un género diferente de Filago, y en la primera edición de Species Plantarum (1753), no incluyó dicho género. Fue Gaertner, en 1969, cuando creó el subgénero Evax dentro del género Filago, más tarde en 1971, este mismo botánico creó un género diferente, apareciendo el género Evax.

## Especies
- Evax pygmaea
- Evax lusitanica
- Evax carpetana